# Герб Нарьян-Мара
Герб муниципального образования «Город На́рьян-Мар» Ненецкого автономного округа Российской Федерации.

## Описание герба
Геральдическое описание (блазон) гласит:
В червлёном (красном) поле с лазоревой (синей, голубой) включённой, выщерблённой оконечностью обременённой двумя серебряными сообращёнными рыбами серебряная голова северного оленя настороже

## Описание символики
За основу герба взят герб города, утверждённый решением исполнительного комитета Нарьян-Марского городского Совета народных депутатов 7 апреля 1978 года по проекту художника Семёна Ивановича Коткина.
Центральная фигура в гербе — изображение головы оленя с рогами, символизирующее главное занятие местного населения — оленеводство.
Стилизованные серебряные рыбы в оконечности герба указывают на другую основную отрасль экономики — рыболовство.
Серебро — символ чистоты, мудрости, благородства, мира и взаимосотрудничества.
Красный цвет геральдического щита символизирует название города Нарьян-Мара, которое в переводе на русский язык означает «Красный город». Красный цвет — символ мужества, красоты и жизни.
Голубая оконечность герба указывает на реку Печору. Этот элемент герба подчеркивает также, что Нарьян-Мар — морской и речной порт. Голубой цвет в геральдике — символ чести, славы, преданности, истины и добродетели.
Герб утвержден Постановлением Нарьян-Марского горсовета № 30 от 31 мая 2001 года "Об утверждении герба и флага муниципального образования «Город Нарьян-Мар».
Современная версия герба Нарьян-Мара, созданная по проекту первого герба города, доработана специалистами Союза геральдистов России, ими же составлены описания герба и его символики.
Герб внесён в Государственный геральдический регистр Российской Федерации под № 762.